# Anna Polak
Pour les articles homonymes, voir Polak.
Anna Polak, née le 24 novembre 1906 à Amsterdam (Pays-Bas) et morte le 23 juillet 1943 à Sobibor (Pologne), est une gymnaste artistique néerlandaise.

## Biographie
Anna Polak remporte aux Jeux olympiques d'été de 1928 à Amsterdam la médaille d'or du concours général par équipes féminin avec Elka de Levie, Estella Agsteribbe, Helena Nordheim, Judikje Simons, Jacoba Stelma, Jacomina van den Berg, Alida van den Bos, Anna van der Vegt, Petronella van Randwijk, Petronella Burgerhof et Hendrika van Rumt.
Cinq gymnastes de cette équipe (Estella Agsteribbe, Elka de Levie, Helena Nordheim, Anna Polak et Judikje Simons) ainsi que l'entraîneur Gerrit Kleerekoper sont juifs ; seule Elka de Levie survivra à l'Occupation nazie.
Anna Polak est tuée avec sa fille au camp d'extermination de Sobibor en juillet 1943. Son mari est lui tué à Auschwitz en 1944.